# Kuge
Pour l’article homonyme, voir Kuge (Srebrenik).
Le kuge (公家) était une classe aristocratique japonaise qui a dominé la cour impériale de Kyoto jusqu'à l'avènement du shogunat au XIIe siècle, à partir duquel il fut éclipsé par les daimyos. Le kuge continua de former une cour restreinte autour de l'empereur jusqu'à la restauration Meiji.

## Histoire

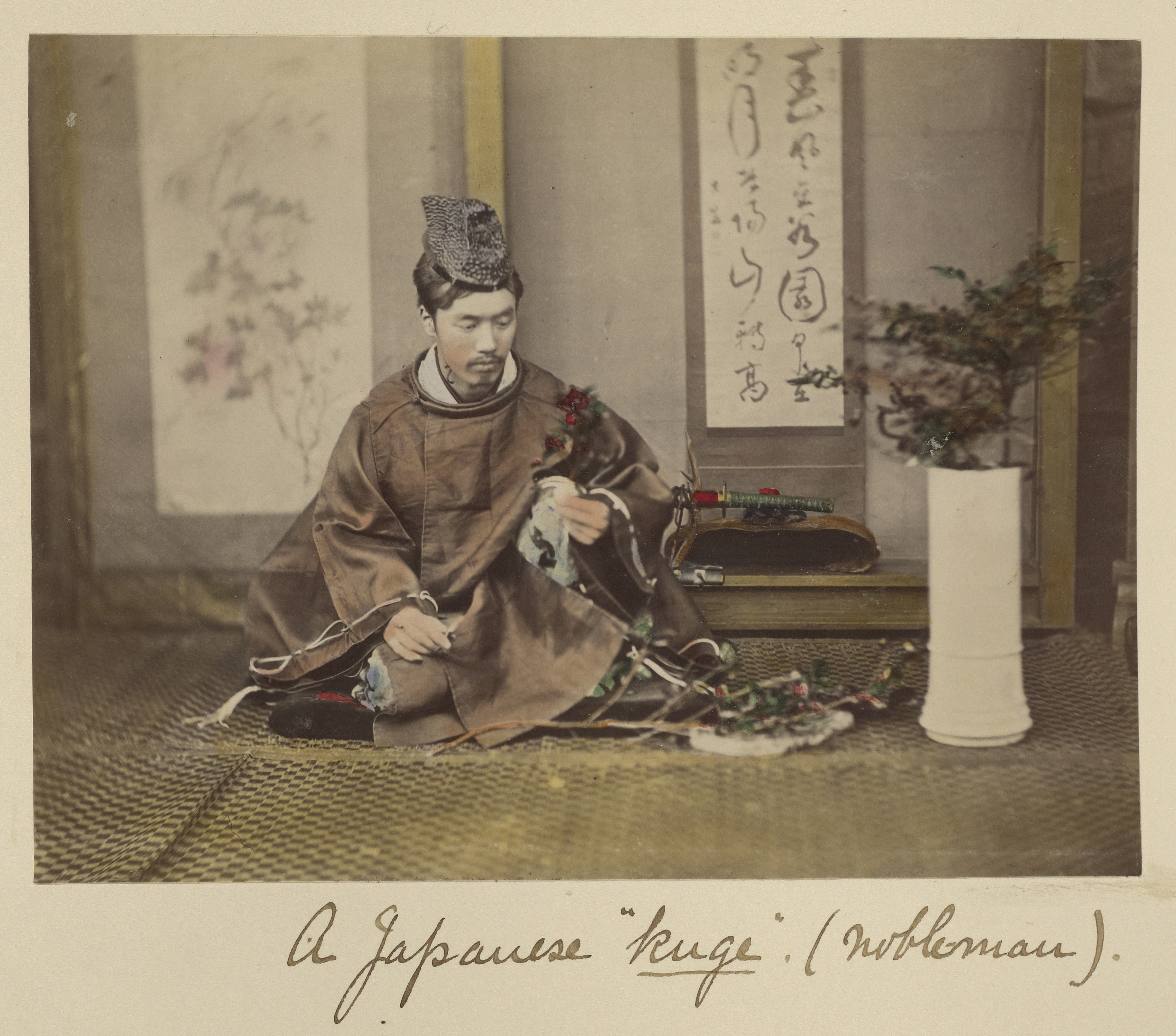
Japonais kuge (noble).

À l'origine, le terme kuge, alors lu kōke ou ōyake et signifiant littéralement « maison publique »  ou « famille publique », désignait la maison de l'empereur du Japon. Après avoir dénommé l'empereur et sa cour, il finit par être attribué à l'ensemble des nobles et hauts fonctionnaires fréquentant et travaillant à la cour jusqu'à la restauration Meiji, par opposition avec les buke (武家, familles guerrières ayant juré fidélité au shogun). Après l'établissement du pouvoir politique des guerriers, le mot désigne en général l'ensemble du pouvoir et de l'administration de la cour impériale, qu'ils soient nobles ou roturiers.
Le kuge était composé de deux classes : le dōjō (堂上), constitué des nobles qui s'asseyaient sur le sol avec l'empereur ; et le jige (地下), regroupant les gens qui n'étaient pas autorisés à le faire. Bien que le kuge se compose de ces deux classes, on utilise souvent ce terme pour désigner le dōjō seul, c'est-à-dire les nobles.
Les plus hautes fonctions de la Cour impériale, appelées kugyō (公卿), étaient réservées aux membres du dōjō kuge. Pendant la période Edo, il y avait environ 130 familles de dōjō kuge. Les membres les plus importants des familles du kuge étaient appelés sesshō ou kanpaku et agissaient en tant que régents impériaux ; ces fonctions étaient réservées aux membres du clan Fujiwara.
Bien qu'ils aient perdu la majeure partie de leur pouvoir politique, les membres du kuge cultivaient les rites de la cour et conservaient une influence culturelle notable. Par exemple, lors de la période Sengoku, ils perdirent une grande partie de leurs biens financiers et ne purent donc plus agir comme mécènes. Néanmoins, ils passèrent maîtres dans certains domaines comme l'écriture de waka ou le maniement d'instruments comme le biwa et s'entouraient de disciples choisis parmi les daimyos et les riches roturiers. En tant que maître dans un certain domaine, chaque kuge délivrait à ses disciples des licences certifiant qu'ils avaient effectivement suivi ses enseignements et les autorisant à pratiquer en public, voire à enseigner cet art. Les disciples devaient payer une taxe aux kuge pour chaque licence reçue. Pendant la période Edo, ceci représentait une importante source de revenus pour les nobles.
En 1869, pendant la restauration Meiji, les kuge et  les daimyos se réunirent pour ne former qu'une seule classe aristocratique, le kazoku.

## Classification
Au XIIe siècle, le dōjō fut divisé en plusieurs groupes déterminés par leur fonction au sein de la cour impériale. Cette nouvelle hiérarchie conditionnait le plus haut poste que chaque kuge pouvait espérer occuper.
Ces groupes étaient :
- les sekke (摂家) qui pouvaient occuper les postes de sesshō et de kanpaku ; seules cinq familles issues de Fujiwara no Michinaga appartenaient à cette classe qui était la plus haute du kuge ;
- les seigake (清華家) qui pouvaient être nommés daijin (大臣, « ministre »), notamment daijō-daijin (太政大臣) qui était le plus important des quatre daijin que comptait la cour impériale ; ces familles descendaient des clans Fujiwara ou Minamoto, branches de la lignée impériale ;
- les daijinke (大臣家) qui pouvaient devenir nai daijin (内大臣) si ce poste devenait vacant, mais dans les faits le plus haut poste auquel ils avaient accès était celui de dainagon (大納言) ;
- les urinke (羽林家) qui constituaient une classe militaire et qui pouvaient être promus dainagon ou plus rarement nai daijin ;
- les meika (名家) qui constituaient une classe civile et qui pouvaient être promus dainagon ; on parle parfois de meike ;
- les hanka (半家) qui formaient la classe la plus basse du dōjō (qui fut créée à la fin de la période Sengoku) ; ils avaient seulement accès aux rangs les plus bas comme sangi ou chūnagon ; on parle parfois de hanke.

La plupart des grands kuge appartenaient aux clans Fujiwara ou Minamoto. Il y avait cependant d'autres clans comme les Sugarawa, les Kiyohara et les Oe. La majorité des kuge des basses classes descendaient d'anciens clans ayant perdu leur pouvoir au début de la période Heian.